# Bert Kaempfert/Diskografie
Diese Diskografie ist eine Übersicht über die musikalischen Werke des deutschen Orchesterleiters, Musikproduzenten, Arrangeur und Komponisten Bert Kaempfert. Den Quellenangaben zufolge hat er bisher mehr als 150 Millionen Tonträger verkauft. Seine erfolgreichste Veröffentlichung ist die Single Wunderland bei Nacht mit über zwei Millionen verkauften Einheiten.
Kaempfert ist bis heute einer der erfolgreichsten deutschen Künstler in den britischen und US-amerikanischen Charts. So stieg beispielsweise seine Kompilation The Best of Bert Kaempfert aus dem Jahr 1965 als erstes Album eines deutschen Interpreten in die britischen Albumcharts ein. Des Weiteren zählt er zu den deutschen Musikern, welche die meisten Alben in den britischen Albumcharts platzieren konnten. In den US-amerikanischen Billboard 200 ist Kaempfert mit 20 Charterfolgen der erfolgreichste deutsche Künstler und nur einer von drei Deutschen, die es an die Spitze schafften. Auch in den Billboard Hot 100 ist er mit elf Charterfolgen erfolgreichster deutscher Künstler und landete den ersten von sieben Nummer-eins-Hits mit deutscher Beteiligung.

## Alben

### Studioalben
| Jahr | Titel Musiklabel Katalog-Nr.                                                                                | Höchstplatzierung, Gesamtwochen, AuszeichnungChartplatzierungen (Jahr, Titel, Musiklabel Katalog-Nr., Platzierungen, Wochen, Auszeichnungen, Anmerkungen) | Höchstplatzierung, Gesamtwochen, AuszeichnungChartplatzierungen (Jahr, Titel, Musiklabel Katalog-Nr., Platzierungen, Wochen, Auszeichnungen, Anmerkungen) | Höchstplatzierung, Gesamtwochen, AuszeichnungChartplatzierungen (Jahr, Titel, Musiklabel Katalog-Nr., Platzierungen, Wochen, Auszeichnungen, Anmerkungen) | Höchstplatzierung, Gesamtwochen, AuszeichnungChartplatzierungen (Jahr, Titel, Musiklabel Katalog-Nr., Platzierungen, Wochen, Auszeichnungen, Anmerkungen) | Höchstplatzierung, Gesamtwochen, AuszeichnungChartplatzierungen (Jahr, Titel, Musiklabel Katalog-Nr., Platzierungen, Wochen, Auszeichnungen, Anmerkungen) | Anmerkungen                                                           |
| Jahr | Titel Musiklabel Katalog-Nr.                                                                                | DE | AT | CH | UK | US | Anmerkungen                                                           |
| ---- | --- | --- | --- | --- | --- | --- | --------------------------------------------------------------------- |
| 1958 | Portugal – Fado, Wine and Sunshine Polydor 237 506 / Decca DL 78881                                         | — | — | — | — | — | Erstveröffentlichung: 1958 auch bekannt als: April in Portugal        |
| 1960 | Combo Capers Polydor 237 541                                                                                | — | — | — | — | — | Erstveröffentlichung: 1960                                            |
| 1960 | Wunderland bei Nacht / Wonderland by Night (englische Version) Polydor 237 553 / Decca DL 74101             | — | — | — | — | US1 Gold · (40 Wo.)US | Erstveröffentlichung: November 1960 Verkäufe: + 500.000               |
| 1961 | Immer wieder – jung! Polydor 237 058                                                                        | — | — | — | — | — | Erstveröffentlichung: Januar 1961 als Raimondo und die Memory Strings |
| 1961 | The Wonderland of Bert Kaempfert Polydor 237 563 / Decca DL 74117                                           | — | — | — | — | — | Erstveröffentlichung: 3. April 1961                                   |
| 1961 | Conducts – Grüsse aus der Heimat Cadence CLP 3053                                                           | — | — | — | — | — | Erstveröffentlichung: 1961                                            |
| 1961 | Dancing in Wonderland Polydor 237 570 / Decca DL 74161                                                      | — | — | — | — | US92 (6 Wo.)US | Erstveröffentlichung: August 1961                                     |
| 1962 | With a Sound in My Heart Polydor 237 580 / Decca DL 74228                                                   | — | — | — | — | — | Erstveröffentlichung: Januar 1962                                     |
| 1962 | Afrikaan Beat and Other Favorites Decca DL 74273                                                            | — | — | — | — | US82 (13 Wo.)US | Erstveröffentlichung: Mai 1962                                        |
| 1962 | That Happy Feeling Decca DL 74305                                                                           | — | — | — | — | US14 (17 Wo.)US | Erstveröffentlichung: August 1962                                     |
| 1962 | A Swingin’ Safari Polydor 237 584                                                                           | DE— GoldDE | — | — | UK20 (15 Wo.)UK | — | Erstveröffentlichung: September 1962 Verkäufe: + 535.000              |
| 1963 | Sweet and Gentle LWS 304                                                                                    | — | — | — | — | — | Erstveröffentlichung: 1963                                            |
| 1963 | Dreaming in Wonderland Polydor 237 598                                                                      | — | — | — | — | — | Erstveröffentlichung: 1963                                            |
| 1963 | Living It Up! Polydor 237 599 / Decca DL 74374                                                              | — | — | — | — | US87 (12 Wo.)US | Erstveröffentlichung: April 1963                                      |
| 1963 | Lights Out, Sweet Dreams Decca DL 74265                                                                     | — | — | — | — | US79 (6 Wo.)US | Erstveröffentlichung: 1963                                            |
| 1963 | Christmastide with Bert Kaempfert / Christmas Wonderland (Alternativtitel) Polydor 237 608 / Decca DL 74441 | — | — | — | — | — | Erstveröffentlichung: Oktober 1963                                    |
| 1964 | That Latin Feeling Polydor 237 633 / Decca DL 74490                                                         | — | — | — | — | — | Erstveröffentlichung: März 1964                                       |
| 1964 | Blue Midnight Polydor 237 646 / Decca DL 74569                                                              | — | — | — | — | US5 Gold · (55 Wo.)US | Erstveröffentlichung: November 1964 Verkäufe: + 808.000               |
| 1964 | Let’s Go Bowling Polydor 237 657                                                                            | — | — | — | — | — | Erstveröffentlichung: 1964                                            |
| 1965 | The Magic Music of Far Away Places Decca DL 74616                                                           | — | — | — | — | US27 (23 Wo.)US | Erstveröffentlichung: April 1965                                      |
| 1965 | Three O’Clock in the Morning Decca DL 74670                                                                 | — | — | — | — | US42 (22 Wo.)US | Erstveröffentlichung: Juli 1965                                       |
| 1966 | Bye Bye Blues Polydor 184 046 / Decca DL 74693                                                              | — | — | — | UK4 (22 Wo.)UK | US46 (28 Wo.)US | Erstveröffentlichung: 14. Februar 1966                                |
| 1966 | Love Letters Polydor 184 022                                                                                | DE28 (12 Wo.)DE | — | — | — | — | Erstveröffentlichung: 1966                                            |
| 1966 | Strangers in the Night Polydor 184 053 / Decca DL 74795                                                     | DE15 (20 Wo.)DE | — | — | UK13 (26 Wo.)UK | US39 (21 Wo.)US | Erstveröffentlichung: Juni 1966                                       |
| 1967 | Relaxing Sound of Bert Kaempfert Polydor 583 501                                                            | — | — | — | UK33 (3 Wo.)UK | — | Erstveröffentlichung: 1967                                            |
| 1967 | Hold Me Polydor 184 072 / Decca DL 74860                                                                    | DE20 (24 Wo.)DE | — | — | UK36 (5 Wo.)UK | US122 (7 Wo.)US | Erstveröffentlichung: April 1967                                      |
| 1967 | Kaempfert Special Polydor 236 207                                                                           | — | — | — | UK24 (5 Wo.)UK | — | Erstveröffentlichung: 1967                                            |
| 1967 | The World We Knew Polydor 184 091 / Decca DL 74925                                                          | DE21 (8 Wo.)DE | — | — | — | US136 (7 Wo.)US | Erstveröffentlichung: August 1967                                     |
| 1968 | Love That Polydor 184 131 / Decca DL 74986                                                                  | DE34 (4 Wo.)DE | — | — | — | — | Erstveröffentlichung: März 1968                                       |
| 1968 | My Way of Life Polydor 184 188 / Decca DL 75059                                                             | DE29 (4 Wo.)DE | — | — | — | US186 (2 Wo.)US | Erstveröffentlichung: September 1968                                  |
| 1969 | Warm and Wonderful Decca DL 75089                                                                           | — | — | — | — | US194 (5 Wo.)US | Erstveröffentlichung: Februar 1969                                    |
| 1969 | Traces of Love Polydor 184 309 / Decca DL 75140                                                             | — | — | — | — | US153 (10 Wo.)US | Erstveröffentlichung: August 1969                                     |
| 1969 | One Lonely Night Polydor 184 313                                                                            | — | — | — | — | — | Erstveröffentlichung: 1969                                            |
| 1970 | The Kaempfert Touch Polydor 2310 009 / Decca DL 75175                                                       | — | — | — | — | US87 (7 Wo.)US | Erstveröffentlichung: Februar 1970                                    |
| 1970 | Free and Easy Polydor 2310 045 / Decca DL 75234                                                             | — | — | — | — | — | Erstveröffentlichung: 3. August 1970                                  |
| 1970 | Orange Coloured Sky Polydor 2310 091 / Decca DL 75256                                                       | — | — | — | UK49 (1 Wo.)UK | US140 (6 Wo.)US | Erstveröffentlichung: Dezember 1970                                   |
| 1971 | Bert Kaempfert Now! Polydor 2310 137 / Decca DL 75305                                                       | — | — | — | — | US188 (2 Wo.)US | Erstveröffentlichung: August 1971                                     |
| 1972 | 6 plus 6 Polydor 2310 198 / Decca DL 75322                                                                  | — | — | — | — | — | Erstveröffentlichung: April 1972                                      |
| 1973 | Fabulous Fifties… and New Delights MCA 314                                                                  | — | — | — | — | — | Erstveröffentlichung: März 1973                                       |
| 1973 | Yesterday and Today Polydor 2310 273                                                                        | — | — | — | — | — | Erstveröffentlichung: 1973                                            |
| 1973 | To the Good Life Polydor 2310 309 / MCA 368                                                                 | — | — | — | — | — | Erstveröffentlichung: September 1973                                  |
| 1974 | The Most Beautiful Girl Polydor 2310 338 / MCA 402                                                          | — | — | — | — | — | Erstveröffentlichung: Februar 1974                                    |
| 1974 | Gallery MCA 447                                                                                             | — | — | — | — | — | Erstveröffentlichung: Oktober 1974                                    |
| 1975 | Golden Memories MCA 466                                                                                     | — | — | — | — | — | Erstveröffentlichung: März 1975                                       |
| 1975 | Moon Over Miami MCA 489                                                                                     | — | — | — | — | — | Erstveröffentlichung: August 1975                                     |
| 1976 | Bert Kaempfert ’76 Polydor 2310 456                                                                         | — | — | — | — | — | Erstveröffentlichung: 1976                                            |
| 1977 | Safari Swings Again Polydor 2310 494                                                                        | — | — | — | — | — | Erstveröffentlichung: 1977                                            |
| 1977 | Tropical Sunrise Polydor 2310 562                                                                           | — | — | — | — | — | Erstveröffentlichung: 1977                                            |
| 1978 | Swing Polydor 2310 592                                                                                      | — | — | — | — | — | Erstveröffentlichung: 1978                                            |
| 1978 | Forever My Love Polydor 2310 593                                                                            | — | — | — | — | — | Erstveröffentlichung: 1978                                            |
| 1979 | Smile Polydor 2310 682                                                                                      | — | — | — | — | — | Erstveröffentlichung: 1979                                            |

grau schraffiert: keine Chartdaten aus diesem Jahr verfügbar

Cover Dancing in Wonderland
Cover The Magic Music of Far Away Places
Cover Love Letters
Cover My Way of Life
Cover To the Good Life (Decca)
Cover To the Good Life (Polydor)

### Livealben
- 1975: Live in London
- 1979: In Concert (mit Sylvia Vrethammar)

### Kompilationen
| Jahr | Titel Musiklabel Katalog-Nr.                   | Höchstplatzierung, Gesamtwochen, AuszeichnungChartplatzierungen (Jahr, Titel, Musiklabel Katalog-Nr., Platzierungen, Wochen, Auszeichnungen, Anmerkungen) | Höchstplatzierung, Gesamtwochen, AuszeichnungChartplatzierungen (Jahr, Titel, Musiklabel Katalog-Nr., Platzierungen, Wochen, Auszeichnungen, Anmerkungen) | Höchstplatzierung, Gesamtwochen, AuszeichnungChartplatzierungen (Jahr, Titel, Musiklabel Katalog-Nr., Platzierungen, Wochen, Auszeichnungen, Anmerkungen) | Höchstplatzierung, Gesamtwochen, AuszeichnungChartplatzierungen (Jahr, Titel, Musiklabel Katalog-Nr., Platzierungen, Wochen, Auszeichnungen, Anmerkungen) | Höchstplatzierung, Gesamtwochen, AuszeichnungChartplatzierungen (Jahr, Titel, Musiklabel Katalog-Nr., Platzierungen, Wochen, Auszeichnungen, Anmerkungen) | Anmerkungen                                           |
| Jahr | Titel Musiklabel Katalog-Nr.                   | DE | AT | CH | UK | US | Anmerkungen                                           |
| ---- | ---------------------------------------------- | --- | --- | --- | --- | --- | ----------------------------------------------------- |
| 1965 | The Best of Bert Kaempfert Polydor 184 012     | DE19 (36 Wo.)DE | — | — | UK27 (1 Wo.)UK | — | Erstveröffentlichung: 1965                            |
| 1966 | Bestseller Polydor 184 060                     | DE10 (60 Wo.)DE | — | — | UK25 (18 Wo.)UK | — | Erstveröffentlichung: 1966                            |
| 1966 | Bert Kaempfert’s Greatest Hits Decca DL 74810  | — | — | — | — | US30 Gold · (40 Wo.)US | Erstveröffentlichung: 1966 Verkäufe: + 500.000        |
| 1980 | Sounds Sensational Polydor 2480 571            | — | — | — | UK17 Silber · (8 Wo.)UK | — | Erstveröffentlichung: 1. Juni 1980 Verkäufe: + 60.000 |
| 1980 | Wonderland by Night (1980) Polystar 0060 332   | DE5 (16 Wo.)DE | AT4 (8 Wo.)AT | — | — | — | Erstveröffentlichung: 1980                            |
| 1983 | Melodien, die man nie vergißt Polydor 185710-1 | DE7 (13 Wo.)DE | — | — | — | — | Erstveröffentlichung: 1983                            |

grau schraffiert: keine Chartdaten aus diesem Jahr verfügbar
Weitere Kompilationen (Auswahl)
| - 1962: The Best of Bert Kaempfert – Hit-Maker No 1 - 1964: Welterfolge - 1966: Dancing in the Night (Bert Kaempfert Welterfolge) - 1966: Portrait - 1967: Bert Kaempfert’s Best - 1970: The Very Best of Bert Kaempfert - 1970: Bert Kaempfert’s Wonderland - 1971: Meine Lieblingsmelodien - 1972: Bert Kaempfert Greatest Hits Vol. 2 - 1972: Great Orchestras of the World - 1974: In Concert (mit James Last) - 1974: Ritratto di Bert Kaempfert - 1974: Lo mejor de Bert Kämpfert - 1975: The Wonderland of Bert Kaempfert - 1975: Love Walked In (Kompilation aus Gallery und Golden Memories) - 1975: Easy Listening with Bert Kaempert & James Last (mit James Last) - 1975: The Very Best of Bert Kaempfert Tenderly - 1976: The Best of Bert Kaempfert Vol. II - 1976: A Famous Sound - 1976: Everybody Loves Somebody - 1979: Eins & Eins (mit Hildegard Knef; auch bekannt als: Knef Sings Kaempfert Swings) - 1979: A Better Way to Fly | - 1983: Tanz mit mir – Träum mit mir - 1984: The Silver Collection - 1985: His Greatest Hits - 1985: The Fantastic Music of Bert Kaempfert - 1986: This Is Bert Kaempfert - 1987: Strangers in the Night - 1988: Collection - 1988: The Best of Bert Kaempfert & His Orchestra - 1990: The Best! - 1993: Red Roses - 1997: A Collection of 14 Unforgettable Master Recordings - 2000: The Polydor Singles Collection 1958–1972 - 2001: Spanish Eyes - 2001: Love That Bert Kaempfert / My Way of Life - 2001: The Collection - 2002: The Bert Kaempfert Story (A Musical Biography) - 2002: Stranger in the Night – Die Bert Kaempfert Story - 2002: Best Selection - 2003: Moonlight Serenade - 2008: Colour Collection - 2010: King of Easylistening - 2011: Wonderland |

### Soundtracks
- 1962: 90 Minuten nach Mitternacht
- 1966: Willkommen, Mister B.

### EPs
- 1956: Auf kessen Sohlen (mit dem Hazy Osterwald Sextett)
- 1957: Endspurt mit Bob Parker
- 1958: Blues um Mitternacht
- 1958: Patricia / Sail Along Silv’ry Moon (mit Max Greger)
- 1958: Singing Hills (mit Max Greger)
- 1959: Rhythmus
- 1959: Tanzorchester im Haus durch Stereo – Folge 2 (mit Max Greger)
- 1960: Morgen
- 1961: Tenderly
- 1963: Von Erfolg zu Erfolg
- 1975: Die vier grossen Hits

## Singles
| Jahr | Titel Musiklabel Katalog-Nr.                                                                   | Höchstplatzierung, Gesamtwochen, AuszeichnungChartplatzierungen (Jahr, Titel, Musiklabel Katalog-Nr., Platzierungen, Wochen, Auszeichnungen, Anmerkungen) | Höchstplatzierung, Gesamtwochen, AuszeichnungChartplatzierungen (Jahr, Titel, Musiklabel Katalog-Nr., Platzierungen, Wochen, Auszeichnungen, Anmerkungen) | Höchstplatzierung, Gesamtwochen, AuszeichnungChartplatzierungen (Jahr, Titel, Musiklabel Katalog-Nr., Platzierungen, Wochen, Auszeichnungen, Anmerkungen) | Höchstplatzierung, Gesamtwochen, AuszeichnungChartplatzierungen (Jahr, Titel, Musiklabel Katalog-Nr., Platzierungen, Wochen, Auszeichnungen, Anmerkungen) | Höchstplatzierung, Gesamtwochen, AuszeichnungChartplatzierungen (Jahr, Titel, Musiklabel Katalog-Nr., Platzierungen, Wochen, Auszeichnungen, Anmerkungen) | Anmerkungen                                                                        |
| Jahr | Titel Musiklabel Katalog-Nr.                                                                   | DE | AT | CH | UK | US | Anmerkungen                                                                        |
| ---- | ---------------------------------------------------------------------------------------------- | --- | --- | --- | --- | --- | ---------------------------------------------------------------------------------- |
| 1956 | Was kann schöner sein Heliodor 45 0038                                                         | DE11 (8 Wo.)DE | — | — | — | — | Erstveröffentlichung: Oktober 1956 mit Evi Kent als Bob Parker                     |
| 1958 | Mitternachts-Blues / Midnight Blues (englische Version) Polydor NH 23 642 / Decca 30616        | DE13 (24 Wo.)DE | — | — | — | — | Erstveröffentlichung: Januar 1958 Trompete: Billy Mo                               |
| 1959 | Cerveza Polydor 23 872 / Decca 30866                                                           | — | — | — | — | US73 (6 Wo.)US | Erstveröffentlichung: März 1959                                                    |
| 1960 | Wunderland bei Nacht / Wonderland by Night (englische Version) Polydor NH 24 086 / Decca 31141 | DE9 Platin · (20 Wo.)DE | — | — | — | US1 (17 Wo.)US | Erstveröffentlichung: 22. August 1960 Verkäufe: + 2.000.000 Trompete: Charly Tabor |
| 1961 | Tenderly Decca 31236                                                                           | — | — | — | — | US31 (7 Wo.)US | Erstveröffentlichung: März 1961                                                    |
| 1961 | Now and Forever Decca 31279                                                                    | — | — | — | — | US48 (7 Wo.)US | Erstveröffentlichung: Juni 1961                                                    |
| 1962 | Afrikaan Beat Polydor NH 24 710 / Decca 31350                                                  | DE26 (12 Wo.)DE | — | — | — | US42 (10 Wo.)US | Erstveröffentlichung: Januar 1962                                                  |
| 1962 | That Happy Feeling Decca 31388                                                                 | — | — | — | — | US67 (6 Wo.)US | Erstveröffentlichung: April 1962                                                   |
| 1964 | Red Roses for a Blue Lady Polydor 59 009 / Decca 31722                                         | DE23 (6 Wo.)DE | AT3 (8 Wo.)AT | — | — | US11 (13 Wo.)US | Erstveröffentlichung: 14. Dezember 1964 Verkäufe: + 1.000.000                      |
| 1965 | Three O’Clock in the Morning Polydor 59 022 / Decca 31778                                      | — | — | — | — | US33 (8 Wo.)US | Erstveröffentlichung: April 1965 Trompete: Manfred Moch                            |
| 1965 | Moon over Naples Polydor 59 033 / Decca 31812                                                  | DE18 (10 Wo.)DE | AT2 (8 Wo.)AT | — | — | US59 (10 Wo.)US | Erstveröffentlichung: Juni 1965 Trompete: Manfred Moch                             |
| 1965 | Bye Bye Blues Polydor 59 038 / Decca 31882                                                     | — | — | — | UK24 (10 Wo.)UK | US54 (7 Wo.)US | Erstveröffentlichung: Dezember 1965 Trompete: Manfred Moch                         |
| 1966 | I Can’t Give You Anything But Love Decca 32008                                                 | — | — | — | — | US100 (1 Wo.)US | Erstveröffentlichung: August 1966                                                  |

grau schraffiert: keine Chartdaten aus diesem Jahr verfügbar

Cover Mitternachts-Blues
Cover Wunderland bei Nacht
Cover Afrikaan Beat (Decca)
Cover Afrikaan Beat (Polydor)
Cover That Happy Feeling
Cover Moon Over Naples (Spanish Eyes)

Weitere Singles
| Jahr | Titel Musiklabel Katalog-Nr.                                        | Anmerkungen                                                    |
| ---- | ------------------------------------------------------------------- | -------------------------------------------------------------- |
| 1955 | Papa tanzt Mambo (Papa Loves Mambo) Polydor 23 019                  | Erstveröffentlichung: 1955 als Bob Parker                      |
| 1956 | Arizona-Flip Heliodor 45 0011                                       | Erstveröffentlichung: 1956 als Bob Parker                      |
| 1956 | Endspurt – Ein Tanzpotpourri beliebter Schlager Heliodor 45 0035    | Erstveröffentlichung: September 1956 als Bob Parker            |
| 1956 | Endlose Nächte Polydor 23 298                                       | Erstveröffentlichung: 1956 mit Freddy und die Dominos          |
| 1957 | Endspurt II – Ein Tanzpotpourri beliebter Schlager Heliodor 45 0087 | Erstveröffentlichung: Februar 1957 als Bob Parker              |
| 1957 | Endspurt III Heliodor 45 0124                                       | Erstveröffentlichung: August 1957 als Bob Parker               |
| 1957 | Zärtliche Melodie Heliodor 45 0096                                  | Erstveröffentlichung: 1957 als Bob Parker                      |
| 1957 | Las Vegas Heliodor 45 0110                                          | Erstveröffentlichung: November 1957 als Bob Parker             |
| 1958 | April in Portugal Polydor SNH 220 502                               | Erstveröffentlichung: 1958 als Bob Parker                      |
| 1958 | Till (Du sollst meine Liebe sein) Polydor NH 23 625                 | Erstveröffentlichung: 1958 Trompete: Werner Gutterer           |
| 1958 | Heute spielt der Konstantin Klavier Polydor 23 769                  | Erstveröffentlichung: 1958                                     |
| 1958 | Patricia Polydor NH 23 792                                          | Erstveröffentlichung: August 1958                              |
| 1959 | Explorer (Louisa) Polydor NH 23 872                                 | Erstveröffentlichung: 1959                                     |
| 1959 | Catalania Polydor NH 23 888                                         | Erstveröffentlichung: 1959                                     |
| 1959 | Gipsy’s Cha-Cha Polydor NH 23 907                                   | Erstveröffentlichung: 1959                                     |
| 1959 | Weißt du noch? Polydor 23 908                                       | Erstveröffentlichung: 1959 mit Rudi Schuricke                  |
| 1959 | Morgen (One More Sunrise) Polydor NH 24 103                         | Erstveröffentlichung: September 1959                           |
| 1959 | My Baby Doll Polydor 24 160                                         | Erstveröffentlichung: 1959 mit Tommy Kent                      |
| 1960 | Das Glas Wasser Polydor 21 086 EPH                                  | Erstveröffentlichung: 1960                                     |
| 1960 | Happy Girl Polydor NH 24 383                                        | Erstveröffentlichung: 1960                                     |
| 1960 | Wooden Heart Polydor NH 24 406                                      | Erstveröffentlichung: Dezember 1960                            |
| 1960 | Schlaf, Kindchen, schlaf Polydor NH 24 397                          | Erstveröffentlichung: 1960                                     |
| 1962 | Cinderella After Midnight Polydor NH 24 879 / Decca 31420           | Erstveröffentlichung: August 1962                              |
| 1962 | 90 Minuten nach Mitternacht Polydor NH 24 936                       | Erstveröffentlichung: 1962                                     |
| 1962 | Midsummernight in Gotland Polydor NH 24 686                         | Erstveröffentlichung: 1962 Trompete: Manfred Moch              |
| 1962 | Happy Trumpeter (Magic Trumpet) Decca 31439                         | Erstveröffentlichung: Oktober 1962                             |
| 1963 | Living It Up Polydor 52 029 / Decca 31463                           | Erstveröffentlichung: Februar 1963                             |
| 1963 | Danke schön Polydor 52 157 / Decca 31498                            | Erstveröffentlichung: Mai 1963                                 |
| 1963 | Don’t Talk to Me Decca 31532                                        | Erstveröffentlichung: Juli 1963                                |
| 1963 | The Little Drummer Boy Decca 31560                                  | Erstveröffentlichung: November 1963                            |
| 1964 | The Big Build Up Decca 31611                                        | Erstveröffentlichung: März 1964                                |
| 1964 | Blue Midnight Polydor 52 921 / Decca 31638                          | Erstveröffentlichung: 28. August 1964 Trompete: Manfred Moch   |
| 1964 | Almost There Decca 31666                                            | Erstveröffentlichung: August 1964                              |
| 1965 | Holiday for Bells Decca 31873                                       | Erstveröffentlichung: November 1965                            |
| 1966 | Strangers in the Night Polydor 59 043 / Decca 31945                 | Erstveröffentlichung: April 1966                               |
| 1966 | So What’s New? Polydor 59 055 / Decca 32051                         | Erstveröffentlichung: 11. November 1966 Trompete: Manfred Moch |
| 1967 | Hold Me Polydor 59 060 / Decca 32094                                | Erstveröffentlichung: Februar 1967                             |
| 1967 | Night Dreams Polydor 59 112 / Decca 32159                           | Erstveröffentlichung: Juni 1967 Trompete: Manfred Moch         |
| 1967 | Love for Love (Sweet Romance) Decca 32204                           | Erstveröffentlichung: September 1967                           |
| 1967 | Caravan Polydor 59 170 / Decca 32241                                | Erstveröffentlichung: Dezember 1967                            |
| 1968 | The First Waltz Decca 32283                                         | Erstveröffentlichung: März 1968                                |
| 1968 | Lonely Is the Name Decca 32329                                      | Erstveröffentlichung: Mai 1968                                 |
| 1968 | (You Are) My Way of Life Polydor 59 234 / Decca 32379               | Erstveröffentlichung: September 1968                           |
| 1969 | Melina Decca 32441                                                  | Erstveröffentlichung: Februar 1969                             |
| 1969 | Sweet Caroline Polydor 59 377 / Decca 32471                         | Erstveröffentlichung: April 1969                               |
| 1969 | Games People Play Decca 32518                                       | Erstveröffentlichung: Juni 1969                                |
| 1970 | We Can Make It, Girl Decca 32647                                    | Erstveröffentlichung: Februar 1970                             |
| 1970 | Love Theme Decca 32715                                              | Erstveröffentlichung: März 1970                                |
| 1971 | In Apple Blossom Time Decca 32809                                   | Erstveröffentlichung: März 1971                                |
| 1971 | In Our Time (A Musical Prayer for Peace) Decca 32875                | Erstveröffentlichung: September 1971                           |
| 1971 | Munich Fanfare March Polydor 2001 247                               | Erstveröffentlichung: 1971                                     |
| 1972 | Only a Fool (Would Lose You) Polydor 2001 321 / Decca 32935         | Erstveröffentlichung: Februar 1972                             |
| 1974 | Moon Over Baja MCA 40221                                            | Erstveröffentlichung: April 1974                               |
| 1977 | Sag mir wo Polydor 2041 861                                         | Erstveröffentlichung: 3. März 1977 mit Freddy Quinn            |
| 1977 | A Swingin’ Safari Polydor 2121 316                                  | Erstveröffentlichung: 1977                                     |
| 1979 | Der Mensch muß unter die Leute Philips 6000 249                     | Erstveröffentlichung: 1979 mit Hildegard Knef                  |
| 1988 | Hit Come Back 121 Polydor 887 545-7                                 | Erstveröffentlichung: 1988                                     |

Cover Cinderella After Midnight
Cover Caravan

## Videoalben
- 1997: In Concert
- 2004: Live in Concert
- 2004: Stranger in the Night – Die Bert Kaempfert Story

## Autorenbeteiligungen und Produktionen
Bert Kaempfert schrieb und produzierte zu Lebzeiten nicht nur die meisten seiner Werke, sondern auch diverse für andere Interpreten. Die folgende Tabelle beinhaltet Single-Charterfolge, die Kaempfert als Autor (Musik/Text) oder Produzent, ohne als Interpret selbst involviert zu sein, errang.
Bert Kaempfert als Autor (A) und Produzent (P) in den Singlecharts

| Jahr | Titel Interpretation                                                | Höchstplatzierung, Gesamtwochen, AuszeichnungChartplatzierungen (Jahr, Titel, Interpretation, Platzierungen, Wochen, Auszeichnungen, Anmerkungen) | Höchstplatzierung, Gesamtwochen, AuszeichnungChartplatzierungen (Jahr, Titel, Interpretation, Platzierungen, Wochen, Auszeichnungen, Anmerkungen) | Höchstplatzierung, Gesamtwochen, AuszeichnungChartplatzierungen (Jahr, Titel, Interpretation, Platzierungen, Wochen, Auszeichnungen, Anmerkungen) | Höchstplatzierung, Gesamtwochen, AuszeichnungChartplatzierungen (Jahr, Titel, Interpretation, Platzierungen, Wochen, Auszeichnungen, Anmerkungen) | Höchstplatzierung, Gesamtwochen, AuszeichnungChartplatzierungen (Jahr, Titel, Interpretation, Platzierungen, Wochen, Auszeichnungen, Anmerkungen) | Anmerkungen                                               |
| Jahr | Titel Interpretation                                                | DE | AT | CH | UK | US | Anmerkungen                                               |
| --- | ------------------------------------------------------------------- | --- | --- | --- | --- | --- | --------------------------------------------------------- |
| 1959 | Morgen P Ivo Robić                                                  | DE2 Platin · (36 Wo.)DE | — | — | UK23 (1 Wo.)UK | US13 (17 Wo.)US | Erstveröffentlichung: März 1959 Verkäufe: + 1.000.000     |
| 1959 | Muli-Song / The Happy Muleteer P Ivo Robić                          | DE7 (20 Wo.)DE | — | — | — | US58 (6 Wo.)US | Erstveröffentlichung: Dezember 1959                       |
| 1960 | Endlich P Ivo Robić                                                 | DE31 (8 Wo.)DE | — | — | — | — | Erstveröffentlichung: Mai 1960                            |
| 1960 | Wooden Heart (muss i denn…) A Elvis Presley                         | DE2 (20 Wo.)DE | — | — | UK1 (32 Wo.)UK | — | Erstveröffentlichung: 18. November 1960                   |
| 1960 | Wooden Heart (Muß i denn zum Städtele hinaus) A Gus Backus          | DE2 (20 Wo.)DE | — | — | — | — | Erstveröffentlichung: 18. November 1960                   |
| 1960 | Mit 17 fängt das Leben erst an P Ivo Robić                          | DE2 (32 Wo.)DE | — | — | — | — | Erstveröffentlichung: Dezember 1960                       |
| 1961 | Wooden Heart A Joe Dowell                                           | — | — | — | — | US1 (16 Wo.)US | Erstveröffentlichung: 1961                                |
| 1961 | My Bonnie P Tony Sheridan & The Beat Brothers                       | DE32 (16 Wo.)DE | — | — | UK48 (1 Wo.)UK | — | Erstveröffentlichung: Oktober 1961                        |
| 1962 | A Swingin’ Safari A Billy Vaughn                                    | DE24 (16 Wo.)DE | — | — | — | US13 (12 Wo.)US | Erstveröffentlichung: Juni 1962                           |
| 1962 | Ein ganzes Leben lang P Ivo Robić                                   | DE4 (16 Wo.)DE | — | — | — | — | Erstveröffentlichung: August 1962                         |
| 1963 | Danke Schoen A Wayne Newton                                         | — | — | — | — | US13 (12 Wo.)US | Erstveröffentlichung: 17. Juni 1963                       |
| 1963 | Danke schön! A, P Ivo Robić                                         | DE47 (8 Wo.)DE | — | — | — | — | Erstveröffentlichung: November 1963                       |
| 1964 | L-O-V-E A Nat King Cole                                             | — | — | — | — | US81 (4 Wo.)US | Erstveröffentlichung: September 1964                      |
| 1965 | Only Those in Love A Baby Washington                                | — | — | — | — | US73 (9 Wo.)US | Erstveröffentlichung: Mai 1965                            |
| 1965 | Remember When (We Made These Memories) A Wayne Newton               | — | — | — | — | US69 (4 Wo.)US | Erstveröffentlichung: 30. September 1965                  |
| 1965 | Spanish Eyes A Al Martino                                           | DE3 (36 Wo.)DE | AT3 (12 Wo.)AT | — | UK5 (22 Wo.)UK | US15 (12 Wo.)US | Erstveröffentlichung: November 1965 Verkäufe: + 1.500.000 |
| 1965 | Wiederseh’n A Al Martino                                            | — | — | — | — | US57 (4 Wo.)US | Erstveröffentlichung: Dezember 1965                       |
| 1966 | Rot ist der Wein A, P Ivo Robić                                     | DE14 (14 Wo.)DE | — | — | — | — | Erstveröffentlichung: Februar 1966                        |
| 1966 | Strangers in the Night A Frank Sinatra                              | DE1 (20 Wo.)DE | AT1 (20 Wo.)AT | — | UK1 (20 Wo.)UK | US1 (15 Wo.)US | Erstveröffentlichung: April 1966                          |
| 1966 | Fremde in der Nacht A Peter Beil                                    | DE24 (12 Wo.)DE | — | — | — | — | Erstveröffentlichung: August 1966                         |
| 1967 | Lady A Jack Jones                                                   | — | — | — | — | US39 (11 Wo.)US | Erstveröffentlichung: 5. Januar 1967                      |
| 1967 | Morgen beginnt die Welt A Freddy                                    | DE7 (16 Wo.)DE | AT18 (8 Wo.)AT | — | — | — | Erstveröffentlichung: April 1967                          |
| 1967 | Denk’ ich immer nur daran (So wie es früher einmal war) A Ivo Robić | DE36 (2 Wo.)DE | — | — | — | — | Erstveröffentlichung: Mai 1967                            |
| 1967 | The World We Knew (Over and Over) A Frank Sinatra                   | DE22 (6 Wo.)DE | AT19 (4 Wo.)AT | — | UK33 (11 Wo.)UK | US30 (7 Wo.)US | Erstveröffentlichung: August 1967                         |
| 1968 | Lonely Is the Name A Sammy Davis, Jr.                               | — | — | — | — | US93 (3 Wo.)US | Erstveröffentlichung: März 1968                           |
| 1968 | My Way of Life A Frank Sinatra                                      | — | — | — | — | US64 (6 Wo.)US | Erstveröffentlichung: August 1968                         |
| 1974 | You Turned My World Around A Frank Sinatra                          | — | — | — | — | US83 (5 Wo.)US | Erstveröffentlichung: Juni 1974                           |
| 1975 | Wooden Heart A Bobby Vinton                                         | — | — | — | — | US58 (5 Wo.)US | Erstveröffentlichung: Mai 1975                            |
| 2007 | L-O-V-E A Joss Stone                                                | — | — | CH75 (3 Wo.)CH | UK100 (1 Wo.)UK | — | Erstveröffentlichung: 18. September 2007                  |
| 2011 | L.O.V.E. A The BossHoss & Nena feat. Rubbeldiekatz                  | DE76 (3 Wo.)DE | — | — | — | — | Erstveröffentlichung: 9. Dezember 2011                    |
| Folgende Lieder erschienen nicht als Single, wurden aber durch das Album zum Download und Streaming bereitgestellt und konnten somit eine Platzierung erlangen: |                                                                     | | | | | |                                                           |
| |                                                                     | | | | | |                                                           |
| 2015 | Random A G-Eazy                                                     | — | — | — | — | US94 Platin · (1 Wo.)US | Charteinstieg: 26. Dezember 2015 Verkäufe: + 1.000.000    |

grau schraffiert: keine Chartdaten aus diesem Jahr verfügbar

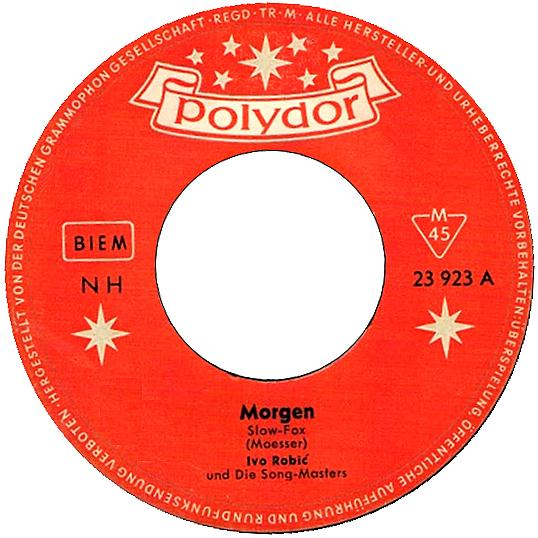
Cover Morgen (Robić)
Cover Wooden Heart (Presley)
Cover Wooden Heart (Backus)
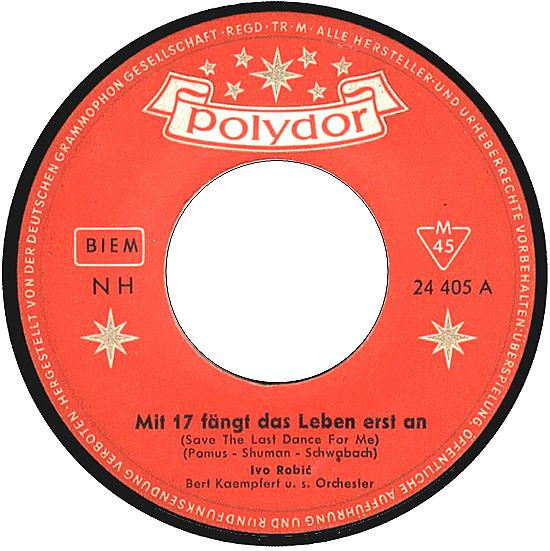
Cover Mit 17 fängt das Leben erst an
Cover My Bonnie

## Boxsets
| Jahr | Titel                                                | Höchstplatzierung, Gesamtwochen, AuszeichnungChartplatzierungen (Jahr, Titel, Platzierungen, Wochen, Auszeichnungen, Anmerkungen) | Höchstplatzierung, Gesamtwochen, AuszeichnungChartplatzierungen (Jahr, Titel, Platzierungen, Wochen, Auszeichnungen, Anmerkungen) | Höchstplatzierung, Gesamtwochen, AuszeichnungChartplatzierungen (Jahr, Titel, Platzierungen, Wochen, Auszeichnungen, Anmerkungen) | Höchstplatzierung, Gesamtwochen, AuszeichnungChartplatzierungen (Jahr, Titel, Platzierungen, Wochen, Auszeichnungen, Anmerkungen) | Höchstplatzierung, Gesamtwochen, AuszeichnungChartplatzierungen (Jahr, Titel, Platzierungen, Wochen, Auszeichnungen, Anmerkungen) | Anmerkungen                           |
| Jahr | Titel                                                | DE | AT | CH | UK | US | Anmerkungen                           |
| ---- | ---------------------------------------------------- | --- | --- | --- | --- | --- | ------------------------------------- |
| 2024 | The Bert Kaempfert Decca Collection Polydor 11625872 | DE80 (1 Wo.)DE | — | — | — | — | Erstveröffentlichung: 19. Januar 2024 |

Weitere Boxsets
- 1974: Softly
- 1978: Ein Leben voller Musik
- 2015: 10 Original Albums & Bonus Tracks

## Statistik

### Chartauswertung
|                     | DE     | AT    | CH    | UK     | US     |
| ------------------- | ------ | ----- | ----- | ------ | ------ |
| Nummer-eins-Alben   | DE—DE  | AT—AT | CH—CH | UK—UK  | US1US  |
| Top-10-Alben        | DE3DE  | AT1AT | CH—CH | UK1UK  | US2US  |
| Alben in den Charts | DE11DE | AT1AT | CH—CH | UK10UK | US20US |

|                       | DE    | AT    | CH    | UK    | US     |
| --------------------- | ----- | ----- | ----- | ----- | ------ |
| Nummer-eins-Singles   | DE—DE | AT—AT | CH—CH | UK—UK | US1US  |
| Top-10-Singles        | DE1DE | AT2AT | CH—CH | UK—UK | US1US  |
| Singles in den Charts | DE6DE | AT2AT | CH—CH | UK1UK | US11US |

|                       | DE     | AT    | CH    | UK    | US     |
| --------------------- | ------ | ----- | ----- | ----- | ------ |
| Nummer-eins-Singles   | DE1DE  | AT1AT | CH—CH | UK2UK | US2US  |
| Top-10-Singles        | DE5DE  | AT2AT | CH—CH | UK3UK | US2US  |
| Singles in den Charts | DE11DE | AT4AT | CH1CH | UK5UK | US16US |

|                       | DE    | AT    | CH    | UK    | US    |
| --------------------- | ----- | ----- | ----- | ----- | ----- |
| Nummer-eins-Singles   | DE—DE | AT—AT | CH—CH | UK—UK | US—US |
| Top-10-Singles        | DE4DE | AT—AT | CH—CH | UK—UK | US—US |
| Singles in den Charts | DE8DE | AT—AT | CH—CH | UK2UK | US2US |

### Auszeichnungen für Musikverkäufe
| Goldene Schallplatte - Australien - 1999: für das Album A Swinging Safari |

Anmerkung: Auszeichnungen in Ländern aus den Charttabellen bzw. Chartboxen sind in ebendiesen zu finden.
| Land/RegionAuszeichnungen für Musikverkäufe (Land/Region, Auszeichnungen, Verkäufe, Quellen) | Silber  | Gold     | Platin     | Verkäufe  | Quellen         |
| -------------------------------------------------------------------------------------------- | ------- | -------- | ---------- | --------- | --------------- |
| Australien (ARIA)                                                                            | —       | Gold1    | —          | 35.000    | aria.com.au     |
| Deutschland (BVMI)                                                                           | —       | Gold1    | 2× Platin2 | 2.500.000 | Einzelnachweise |
| Vereinigte Staaten (RIAA)                                                                    | —       | 3× Gold3 | Platin1    | 2.500.000 | riaa.com        |
| Vereinigtes Königreich (BPI)                                                                 | Silber1 | —        | —          | 60.000    | bpi.co.uk       |
| Insgesamt                                                                                    | Silber1 | 5× Gold5 | 3× Platin3 |           |                 |